# Governor Phillip Tower
Governor Phillip Tower, junto con Governor Macquarie Tower y el Museo de Sídney es uno de los principales edificios y de los mayores proyectos de la ciudad de Sídney. Concluido en 1994 y ubicado en la prestigiosa zona noreste del distrito financiero de la ciudad (se encuentra en Farrer Place 1, Sídney), ha sido calificado como un edificio de grado superior, al lograr nuevos estándares en términos de calidad de acabados y diseño para la arquitectura comercial de Sídney. Fue diseñado por los arquitectos Denton Corker Marshall y construido por la compañía de construcción privada más grande de Australia, llamada Grocon.
El extremo norte del lugar, frente a Bridge Street, es considerado uno de los edificios de mayor importancia histórica de Australia, ya que contiene los restos del primer edificio sustancial del país, First Government House. Una parte interesante del proyecto fue la conservación de restos arqueológicos y su incorporación al Museo de Sídney construido y abierto al mismo tiempo.
El complejo comprende cinco componentes principales:
- Governor Phillip Tower
- Governor Macquarie Tower
- First Government House Plaza
- Museo de Sídney
- Dos filas de terrazas convertidas en espacio de boutiques.

## Historia

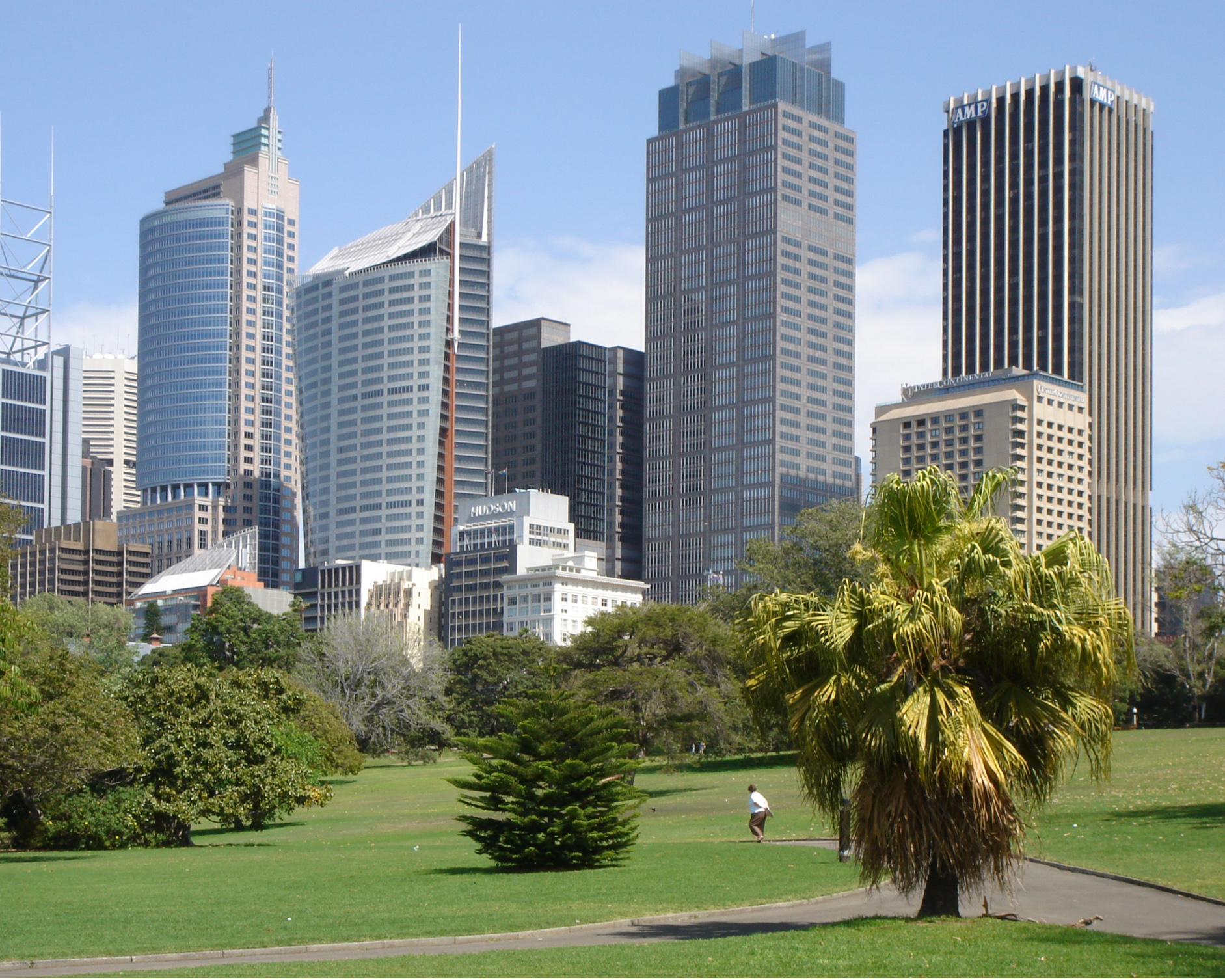
Governor Macquarie tower y edificios cercanos

Con su construcción, que empieza solo unos meses después de la llegada de la Primera Flota Británica en 1788, la First Government House forma parte del comienzo de la Historia Europea de Australia. Fue el primer edificio de importancia construido en la isla. El sitio era elevado y prominente, por encima de Sídney Cove y el edificio alojó el gobierno y el comercio colonial durante los primeros 60 años. Fue demolido en 1845, aunque se han conservado e interpretado en la actualidad importantes restos de su cimentación. El lugar de First Government House es uno de los seis en la zona de Sídney incluidos en la Australian National Heritage List del Departamento de Medio Ambiente y Patrimonio.  
El solar de Bridge Street se mantuvo vacío durante cincuenta años. En las décadas de 1970 y 1980, las críticas sobre el agujero en el prestigioso centro del distrito financiero de Sídney crecieron, un área de imponentes edificios de arenisca e historia colonial, con algunas modernas torres de oficinas intercaladas. En 1982, una propuesta de proyecto para un edificio alto de oficinas fue aprobada, pero investigaciones arqueológicas de 1983 revelaron parte de las zapatas de First Government House. Una nueva conciencia sobre la historia de Australia estaba emergiendo en el momento, y la sugerencia de un rascacielos de oficinas en lo más alto de la cuna virtual de la historia europea del país se encontró con una amplia oposición.
El Gobierno de Nueva Gales del Sur encontró una solución transfiriendo superficie desde la parcela, que se había convertido virtualmente en un lugar sagrado, al espacio inmediatamente detrás hacia el sur. El espacio propiedad del promotor Sid Londish fue usado, quien fue el cerebro de la fusión de la parcela entera, haciendo el proyecto viable comercialmente. La parcela resultante cubre una manzana entera rodeada por las Calles Bridge, Bent, Phillip y Young.

## Governor Phillip Tower

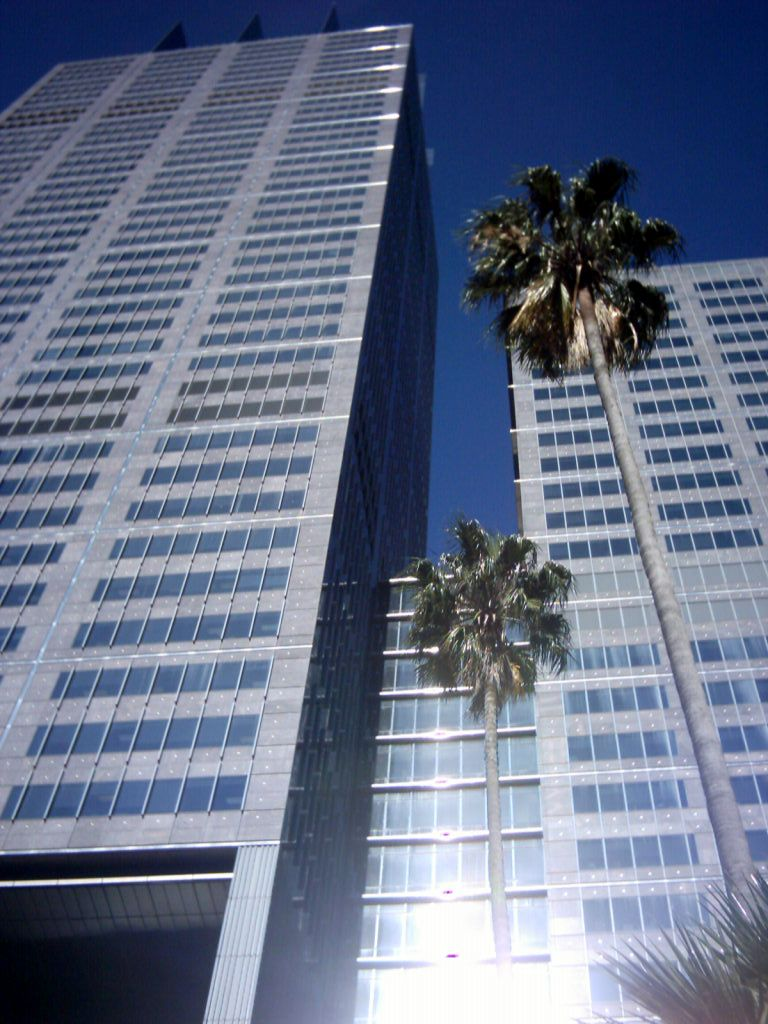
Governor Phillip Tower y Governor Macquarie Tower

Governor Phillip Tower domina el sitio. Se sitúa 10 plantas por encima del nivel de la calle en una serie de grandes vigas de transferencia de zinc plateado por encima de un zócalo de arenisca de cuatro plantas (sobre el que también se sitúa Governor Macquarie Tower). Esto maximiza las vistas y, por lo tanto, aumenta el valor de los alquileres para todas las plantas. La opinión, sin embargo, está mezclada sobre cómo contribuye esta gran base de 10 plantas a la relación del edificio con la calle.  
La fachada es de granito gris y cristal utilizado para lograr un acabado caro y detallado. El remate del edificio, con una estructura porticada en acero, ha sido denominado la caja de leche.
Con 227 m de altura de azotea, es el tercer edificio más alto de la ciudad por altura de azotea (sexto por altura de antena), aunque MLC Centre y World Tower son solo un poco más altos con 228 m de altura. Es discutiblemente el edificio más dominante visualmente en el skyline del distrito financiero de Sídney. Desde muchos ángulos prominentes, y significativamente desde la mayoría de puntos de vista de la Bahía de Sídney, aparece como el edificio más alto del skyline por un gran margen, sin embargo, esta sensación es solo producto de la perspectiva.

## Governor Macquarie Tower
Governor Macquarie Tower se eleva 41 plantas y se sitúa adyacente a Governor Phillip Tower. El tratamiento de la fachada es idéntico, pero su forma y agrupamiento son significativamente diferentes, sin la impresionante estructura de la azotea, y tiene líneas escalonadas, en lugar de perpendiculares. El principal inquilino es el Gobierno de Nueva Gales del Sur incluyendo la oficina del primer ministro. Ocupa el lugar del antiguo Legal & General Building, que era por el momento el edificio demolido más alto de Sídney.
La entrada principal a ambos edificios es desde Farrer Place. Comparten la que es discutiblemente el vestíbulo más impresionante y grandioso, que enlaza los dos edificios y provee otra entrada desde Phillip Street.

## First Government House y Museo de Sídney

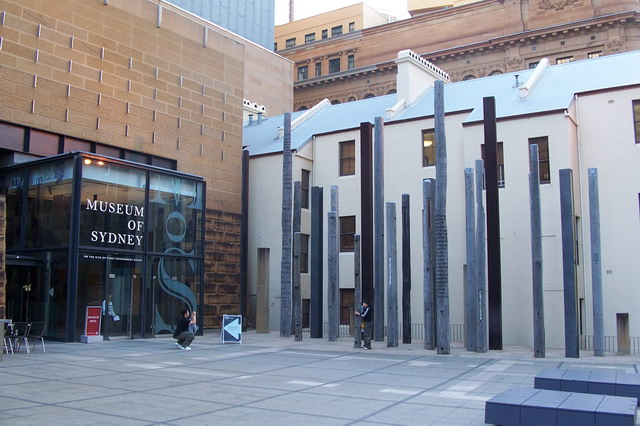
Entrada principal del Museo de Sídney. Nótese el esbozo de los cimientos de First Government House en el pavimento.

First Government House Plaza es un espacio público al aire libre y parte del Museo de Sídney, situado en el extremo de la parcela de Bridge Street. El diseño es minimalista y disciplinado, pretendiendo evocar el sentido del pasado del sitio. La pavimentación cubre la mayoría de los restos de First Government House, sin embargo, los adoquines individuales pueden ser retirados y los restos vistos a través de una pirámide de cristal. El esbozo del edificio original está marcado a través del patrón del suelo.  

## Reacción
Las críticas del complejo han incluido referencias a su escala desproporcionada, incluso agobiante, de la torre principal, particularmente con respecto a calle, y una torpe e inconexa relación entre las dos torres. 
Arquitectónicamente, el museo y la plaza son considerados por muchos como el aspecto más exitoso del proyecto, Y aunque la relación de la dominante estructura con la calle ha sido cuestionada con frecuencia, es ampliamente reconocida como un desarrollo de muy alta calidad; «No es un trabajo de promotor barato y frívolo. Ni es un plagio posmoderno del art déco de Nueva York... uno de los proyectos de edificios más interesantes e importantes que ha visto Sídney... y añade un gran reparto de contenido intelectual y de juego». Dijo la crítica de arquitectura Francesca Morrison.

## Apariciones en cultura popular
- La torre fue incluida en la película Misión imposible 2 como la sede de la compañía de ficción BioCyte.
- La torre apareció en la primera película Matrix, como el edificio en el que colisiona el helicóptero.